# بلدة فان بورن مقاطعة غرانت (إنديانا)
بلدة فان بورن، مقاطعة غرانت (بالإنجليزية: Van Buren Township, Grant County, Indiana)‏ هي منطقة سكنية تقع في الولايات المتحدة في مقاطعة غرانت (إنديانا). يقدر عدد سكانها بـ 1,934 نسمة وترتفع عن سطح البحر 257 متر.